# Toimi Pitkänen

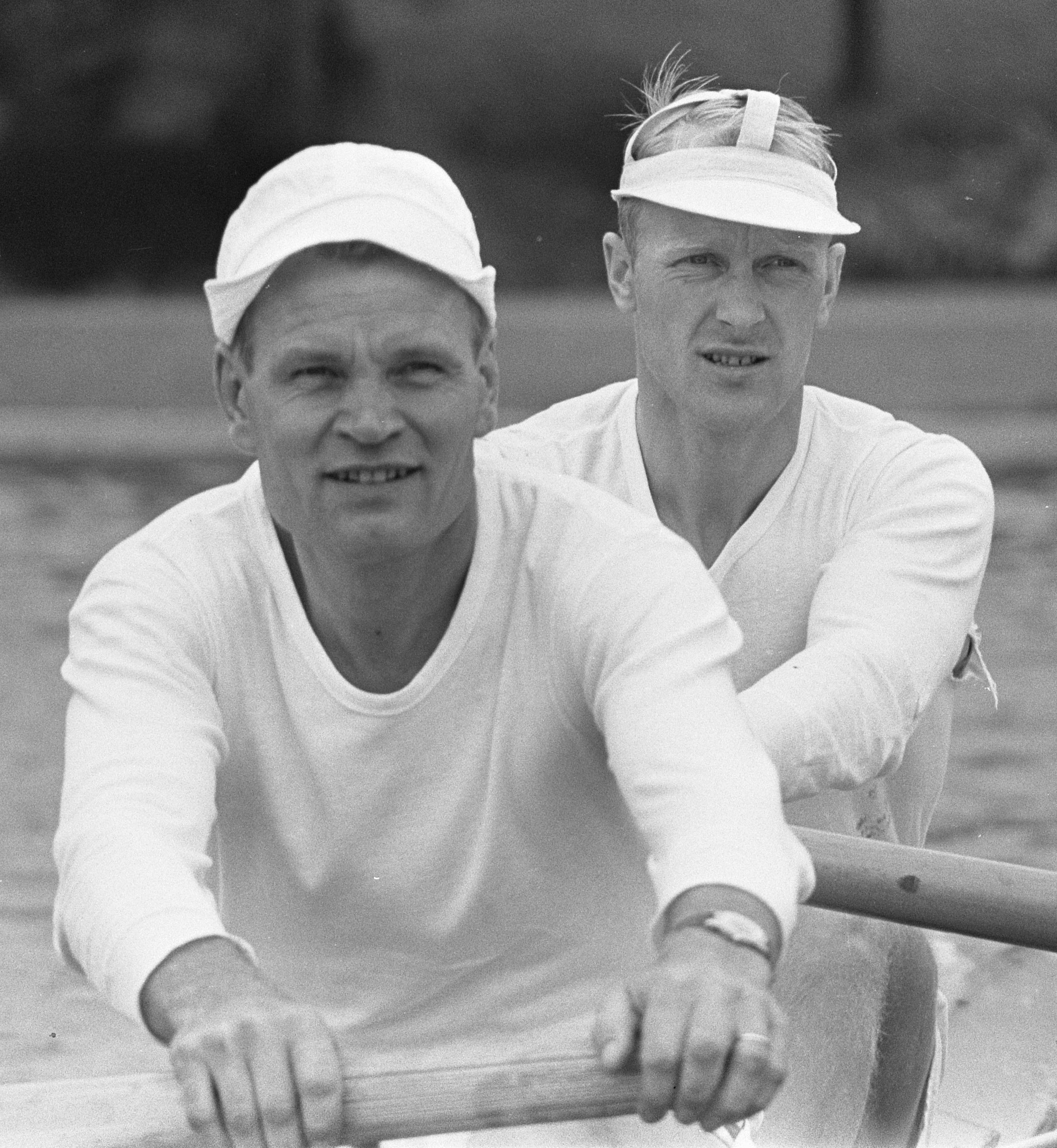
Toimi Pitkänen (vorn) und Veli Lehtelä 1964 in Amsterdam

Toimi Johannes Pitkänen (* 23. Mai 1928 in Kuhmalahti; † 17. September 2016 in Valkeakoski) war ein finnischer Ruderer, der bei vier Olympiateilnahmen das Finale erreichte und zwei Medaillen gewann.

## Karriere
Der 1,83 m große Toimi Pitkänen trat bei den Olympischen Spielen 1952 in Helsinki zusammen mit Veijo Mikkolainen und Steuermann Erkki Lyiinen im Zweier mit Steuermann an. Mit zwei Siegen in den jeweiligen Hoffnungsläufen erreichten die Finnen vor heimischem Publikum das Finale, belegten aber im Endlauf nur den fünften und letzten Platz. 
Bei den Europameisterschaften 1955 gewann Pitkänen zusammen mit Veli Lehtelä und Steuermann Matti Niemi die Silbermedaille im Zweier mit Steuermann hinter dem Boot aus der Schweiz. Im Jahr darauf traten die drei Ruderer zusammen mit Reino Poutanen und Kauko Hänninen im Vierer mit Steuermann an und gewannen den Titel bei den Europameisterschaften 1956. Bei den Olympischen Spielen 1956 in Melbourne erkämpften die Finnen die Bronzemedaille mit zwei Zehntelsekunden Vorsprung auf das Boot der australischen Gastgeber, es siegte das italienische Boot vor den Schweden. 
In den folgenden Jahren traten Pitkänen und Lehtelä im Zweier ohne Steuermann an. Bei den Europameisterschaften 1958 gewannen die beiden ihren zweiten Europameistertitel nach dem Titel im Vierer 1956. Im Jahr darauf bei den Olympischen Spielen 1960 in Rom erkämpften die beiden Finnen die Bronzemedaille hinter den Booten aus der Sowjetunion und aus Österreich. 1961 siegte bei den Europameisterschaften 1961 der deutsche Zweier vor den Finnen. Im gleichen Jahr gewannen Pitkänen und Lehtelä bei der Henley Royal Regatta. Zum Abschluss seiner Karriere erreichte Pitkänen zusammen mit Lehtelä auch bei den Olympischen Spielen 1964 in Tokio das Finale, hier belegten sie allerdings abgeschlagen den sechsten und letzten Platz. 
Pitkänen gewann im Laufe seiner Karriere 29 finnische Meistertitel im Rudern, im Winter war er als Skilangläufer aktiv. Im Hauptberuf arbeitete er in einer Chemiefabrik.